# 約書亞樹 (加利福尼亞州)
約書亞樹（英語：Joshua Tree）位於美國加利福尼亞州聖博納迪諾郡，是62號加利福尼亞州州道上的一個人口普查指定地區；約書亞樹國家公園緊臨本區南側。依據美國人口普查局資料，本區面積95.9平方（37.0平方英里）；2010年的人口普查中，本區人口7,414人。本區和鄰近地區均位在加州高地沙漠中。

## 地理
約書亞樹位於莫哈韋沙漠中，座標為34°8′N 116°19′W / 34.133°N 116.317°W，海拔約為2,700英尺（820）。本區東側為二十九棕櫚村，西側為絲蘭谷，西北為蘭德斯，南側為科切拉谷。

## 氣候
| 約書亞樹，加利福尼亞州                    | 約書亞樹，加利福尼亞州 | 約書亞樹，加利福尼亞州 | 約書亞樹，加利福尼亞州 | 約書亞樹，加利福尼亞州 | 約書亞樹，加利福尼亞州 | 約書亞樹，加利福尼亞州 | 約書亞樹，加利福尼亞州 | 約書亞樹，加利福尼亞州 | 約書亞樹，加利福尼亞州 | 約書亞樹，加利福尼亞州 | 約書亞樹，加利福尼亞州 | 約書亞樹，加利福尼亞州 | 約書亞樹，加利福尼亞州 |
| 月份                                      | 1月                    | 2月                    | 3月                    | 4月                    | 5月                    | 6月                    | 7月                    | 8月                    | 9月                    | 10月                   | 11月                   | 12月                   | 全年                   |
| ----------------------------------------- | ---------------------- | ---------------------- | ---------------------- | ---------------------- | ---------------------- | ---------------------- | ---------------------- | ---------------------- | ---------------------- | ---------------------- | ---------------------- | ---------------------- | ---------------------- |
| 历史最高温 °F（°C）                       | 79 (26)                | 86 (30)                | 90 (32)                | 99 (37)                | 102 (39)               | 113 (45)               | 115 (46)               | 110 (43)               | 105 (41)               | 102 (39)               | 86 (30)                | 78 (26)                | 115 (46)               |
| 平均高温 °F（°C）                         | 62.2 (16.8)            | 61.5 (16.4)            | 69.8 (21.0)            | 76.4 (24.7)            | 86.0 (30.0)            | 93.9 (34.4)            | 101.1 (38.4)           | 100.4 (38.0)           | 95.8 (35.4)            | 81.2 (27.3)            | 69.1 (20.6)            | 58.2 (14.6)            | 79.6 (26.4)            |
| 平均低温 °F（°C）                         | 37.9 (3.3)             | 37.5 (3.1)             | 41.0 (5.0)             | 46.0 (7.8)             | 53.4 (11.9)            | 60.0 (15.6)            | 70.8 (21.6)            | 70.1 (21.2)            | 65.8 (18.8)            | 53.4 (11.9)            | 43.0 (6.1)             | 35.8 (2.1)             | 51.2 (10.7)            |
| 历史最低温 °F（°C）                       | 18 (−8)                | 18 (−8)                | 29 (−2)                | 32 (0)                 | 36 (2)                 | 40 (4)                 | 55 (13)                | 52 (11)                | 46 (8)                 | 37 (3)                 | 26 (−3)                | 17 (−8)                | 17 (−8)                |
| 平均降水量 （mm）                         | 0.62 (16)              | 0.48 (12)              | 0.39 (9.9)             | 0.13 (3.3)             | 0.17 (4.3)             | 0.01 (0.25)            | 0.33 (8.4)             | 0.50 (13)              | 0.33 (8.4)             | 0.33 (8.4)             | 0.61 (15)              | 0.79 (20)              | 4.69 (119)             |
| 平均降雪量 （cm）                         | 0.5 (1.3)              | 0.0 (0.0)              | 0.0 (0.0)              | 0.0 (0.0)              | 0.0 (0.0)              | 0.0 (0.0)              | 0.0 (0.0)              | 0.0 (0.0)              | 0.0 (0.0)              | 0.0 (0.0)              | 0.0 (0.0)              | 1.6 (4.1)              | 2.1 (5.3)              |
| 来源：The Western Regional Climate Center |                        |                        |                        |                        |                        |                        |                        |                        |                        |                        |                        |                        |                        |

## 人口組成

### 2010年人口普查

2012年冬天約書亞樹的黎明

2010年美國人口普查中，本區共有7,414人，人口密度為每平方英里200.1人（每平方公里77.3人）。本區族群組成如下：
- 美國白人：6,176人（83.3%），其中73.9%為非拉丁裔白人
- 非裔美國人：234人（3.2%）
- 美洲原住民：84人（1.1%）
- 亞裔美國人：104人（1.4%）
- 太平洋島嶼裔美國人（英语：Pacific Islands American）：18人（0.2%）
- 其他族裔：368人（5.0%）
- 多種族裔：430人（5.8%）
- 拉丁裔美國人：1,308人（17.6%）

年齡分佈上，
- 未滿18歲：1,626人（21.9%）
- 18－24歲：813人（11.0%）
- 25－44歲：1,756人（23.7%）
- 45－64歲：2,056人（27.7%）
- 65歲以上：1,163人（15.7%）

本區人口年齡中位數為38.8歲，男女比（女：男）為100 : 96.9，18歲以上人口（女：男）則為100 : 94.3。
這次人口普查中，有7,263人（總人口的98%）住在家戶中，30人（總人口的0.4%）住在非收容集體宿舍，121人（總人口的1.6%）被收容。本區共有3,088戶，每戶平均2.35人。其中1,209戶（39.2%）為異性夫妻同住，431戶（14.0%）僅有已婚女主人，162戶（5.2%）僅有已婚男主人，237戶（7.7%）為未婚異性同居，30戶（1.0%）為同性夫妻，1,018戶（33.0%）獨居。862戶（27.9%）有未滿18歲的成員，358戶（11.6%）有65歲以上人口。本區共有1,802個家庭（佔總戶口的58.4%），每個家庭平均2.97人。
本區有3,808單位房產（每平方英里有102.8單位，每平方公里39.7單位），1,872單位（60.6%）為擁有者自住，1,216單位（39.4%）租給承租戶。在720單位空屋中，其中133單位準備出租，78戶準備出售。4,178人（總人口56.4%）住在自有房產中，3,085人（總人口41.6%）住在租來的房產中。
本區家庭年入收中位數為39,492美元，21.8%人口生活在聯邦貧窮線下。

### 2000年人口普查

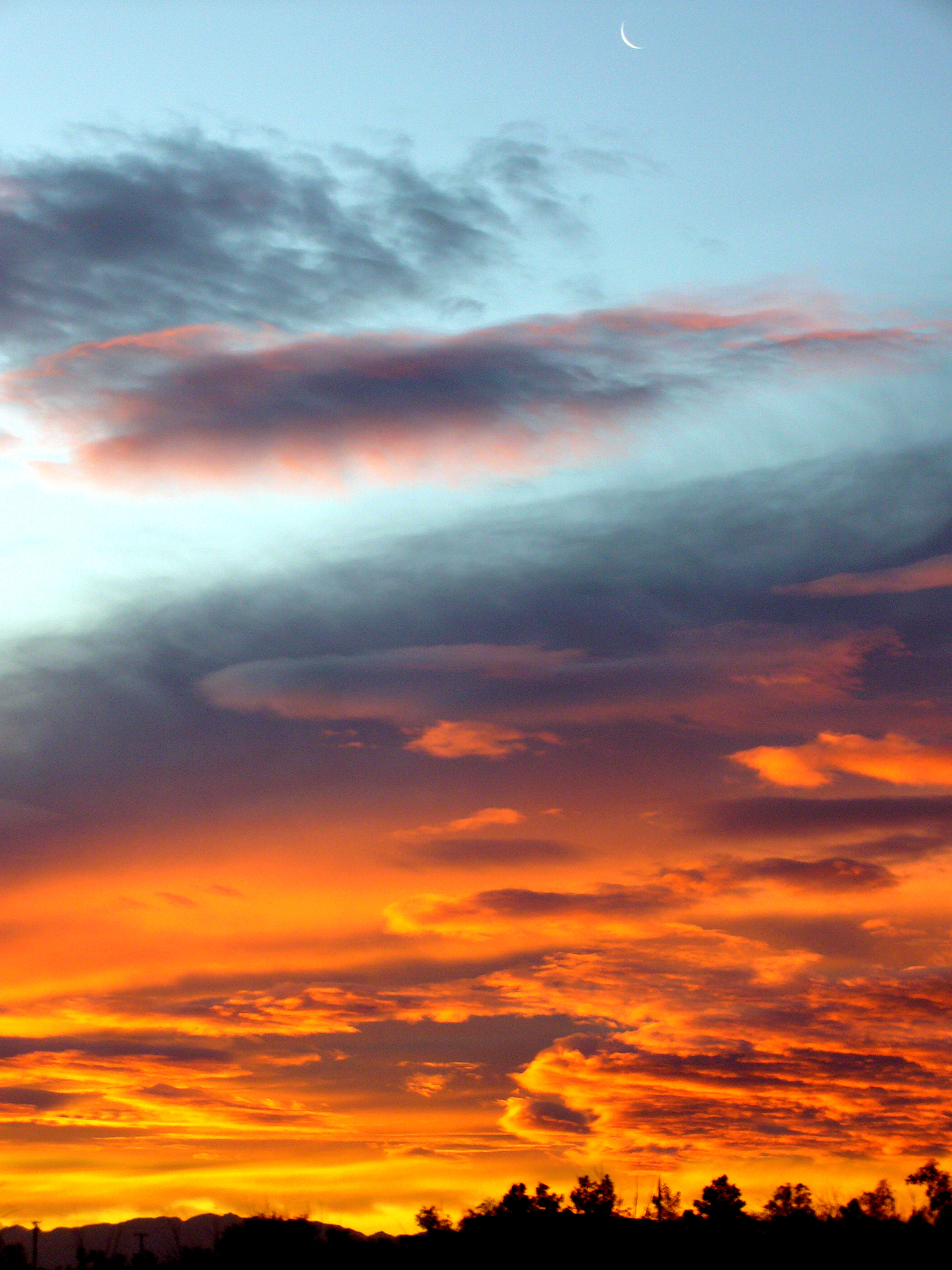
約書亞樹以其日落聞名

2000年美國人口普查時，本區共有4,207人（1,765戶、1,057家庭），人口密度為每平方英里113.6人（每平方公里43.9人）。本區有2,112單位房產（每平方英里57.0單位，每平方公里22.0單位）。人口組成如下：
- 美國白人：3,634人（86.4%），其中80.1%為非拉丁裔白人
- 非裔美國人：74人（1.8%）
- 美洲原住民：66人（1.6%）
- 亞裔美國人：47人（1.1%）
- 太平洋島嶼裔美國人（英语：Pacific Islands American）：26人（0.6%）
- 其他族裔：194人（4.6%）
- 多種族裔：166人（3.9%）
- 拉丁裔美國人：520人（12.4%）

年齡分佈上，
- 未滿18歲：1,156人（72.5%）
- 18－24歲：324人（7.7%）
- 25－44歲：1,112人（26.4%）
- 45－64歲：845人（20.1%）
- 65歲以上：770人（18.3%）

本區人口年齡中位數為36.8歲，男女比（女：男）為100 : 93.9，18歲以上人口（女：男）則為100 : 88.8。
本區共有1,765戶，其中530戶（30.0%）有未滿18歲的成員，684戶（38.8%）為夫妻同住，283戶（16.0%）僅有已婚女主人，707戶（40.1%）為非家庭（588戶獨居，272戶為65歲以上成員）。所有家戶中的587戶（33.3%）有未滿18歲成員，565戶（32.0%）有65歲以上成員。每戶平均2.35人，每個家庭平均2.98人。
本區每戶年入收中位數為36,535元，家庭年入收中位數為33,333元，男性年收入中位數為27,465元，女性為29,375元，人圴收入為13,856元。21.2%人口與18.0%家庭生活在聯邦貧窮線下，未滿18歲與65歲以上人口分別有31.5%與5.4%處在聯邦貧窮線下。

## 政治

約書亞樹的晚霞

在加州州議會中，約書亞樹屬於第18參議院區及第42眾議院區，州參議員為共和黨籍的珍·富勒（Jean Fuller，2010年12月6日起），州眾議員為共和黨籍的布萊恩·內思唐德（Brian Nestande，2012年12月3日起）。聯邦上約書亞樹屬於加州第8國會選區，在库克党派投票指数中是R+10，眾議員為保羅·庫克（2013年1月3日起）。約書亞書是聖博納迪諾郡第三監事會區（Board of Supervisors），2012年起監事為詹姆斯·拉摩斯（James Ramos）。

## 外部連結
- Joshua Tree Chamber of Commerce （页面存档备份，存于）